# Більське (Стерлітамацький район)
Бі́льське (рос. Бельское, башк. Бельское) — село у складі Стерлітамацького району Башкортостану, Росія. Входить до складу Алатанинської сільської ради.
До 10 вересня 2007 року село називалось селище Мебельний.
Населення — 1144 особи (2010; 1071 в 2002).
Національний склад:
- росіяни — 42%
- татари — 27%